# Чарлемонт (Массачусетс)
Чарлемонт (англ. Charlemont) — місто (англ. town) в США, в окрузі Франклін штату Массачусетс. Населення — 1185 осіб (2020).

## Демографія
Згідно з переписом 2010 року, у місті мешкало 1266 осіб у 561 домогосподарстві у складі 353 родин. Було 681 помешкання
Расовий склад населення:
| - 96,0 % — білих - 0,9 % — азіатів - 0,5 % — корінних американців - 0,2 % — чорних або афроамериканців |

До двох чи більше рас належало 2,1 %. Частка іспаномовних становила 0,9 % від усіх жителів.
За віковим діапазоном населення розподілялося таким чином: 18,8 % — особи молодші 18 років, 64,2 % — особи у віці 18—64 років, 17,0 % — особи у віці 65 років та старші. Медіана віку мешканця становила 46,5 року. На 100 осіб жіночої статі у місті припадало 97,5 чоловіків;  на 100 жінок у віці від 18 років та старших — 98,5 чоловіків також старших 18 років.
Середній дохід на одне домашнє господарство  становив 60 720 доларів США (медіана — 53 333), а середній дохід на одну сім'ю — 66 083 долари (медіана — 58 241). Медіана доходів становила 49 167 доларів для чоловіків та 38 125 доларів для жінок. За межею бідності перебувало 16,1 % осіб, у тому числі 23,0 % дітей у віці до 18 років та 8,6 % осіб у віці 65 років та старших.
Цивільне працевлаштоване населення становило 509 осіб. Основні галузі зайнятості: освіта, охорона здоров'я та соціальна допомога — 32,0 %, мистецтво, розваги та відпочинок — 13,4 %, виробництво — 9,8 %, будівництво — 9,4 %.